# Кулагин, Сергей Витальевич
Сергей Витальевич Кулагин (8 сентября 1952, Атбасар, Акмолинская область) — казахстанский государственный деятель.

## Биография
Родился 8 сентября 1952 года в городе Атбасар Акмолинской области.
Трудовую деятельность начал в 1966 году рабочим отделения № 1 совхоза имени Николаева Астраханского района Целиноградской области.
В 1969 году поступил в Целиноградский сельскохозяйственный институт, который окончил в 1975 году по специальности «инженер-механик». Вернулся в родной совхоз и начал работу в должности инженера по эксплуатации МРП, затем главным инженером совхоза.
С февраля 1980 по октябрь 1981 года — управляющий производственным объединением «Райсельхозтехника» Астраханского района Целиноградской области.
В 1981 году назначен директором совхоза «Кзылжарский», в должности которого проработал до октября 1984 года.
С 1984 по 1985 — председатель исполкома Алексеевского районного Совета народных депутатов Целиноградской области.
С 1985 по 1986 — первый секретарь Алексеевского райкома Компартии Казахстана Целиноградской области.
С 1986 по 1990 — первый заместитель председателя Целиноградского облисполкома, председатель областного агропромышленного комитета.
В 1988 году окончил Алма-Атинскую высшую партийную школу по специальности «специалист в области партийного и советского строительства».
В августе 1990 года занял пост первого заместителя Тургайского областного Совета народных депутатов.
С февраля 1992 года — глава Тургайской областной администрации.
В июне 1993 года назначен заместителем Премьер-министра Республики Казахстан с совмещением должности министра сельского хозяйства (с июня 1993 по июнь 1994).
В ноябре 1994 назначен президентом Международного фонда «Интеграция — Целина» (г. Акмола). В этой должности проработал до января 1998 года, когда был вновь назначен министром сельского хозяйства Республики Казахстан.
С сентября 1998 — аким Акмолинской области.
Кандидат политических наук (2001), тема диссертации: «Эволюция концепции евразийства и перспективы ее реализации в международном сотрудничестве на постсоветском пространстве».
С марта 2004 по январь 2012 — аким Костанайской области.
20 января 2012 года Указом Президента Республики Казахстан назначен депутатом Сената Республики Казахстан.
3 сентября 2013 года — глава комитета по природопользованию и развитию сельских территорий.
27 мая 2014 года — 12 марта 2017 года занимал должность акима Акмолинской области.

### Скандал с фреской «Вход Господня в Иерусалим»
На фреске «Вход Господня в Иерусалим» в новом Иоанно-Богословском кафедральном соборе города Рудного в толпе встречающих Иисуса Христа обнаружен Сергей Кулагин. Иконописцы из Палеха выполнили пожелание заказчиков (корпоративного фонда «ENRC-Комек» и АО «ССГПО»), и аккуратно вставили фигуру госчиновника промеж остальных персонажей. В отличие от обычных ликующих иерусалимцев лицо Кулагина гладко выбрито, не отражает никаких эмоций и смотрит на зрителя.

### Скандал с Театральной группой в Акмолинской области
29 августа 2015 года, акимы Акмолинской области Сергей Кулагин, Костанайской области Нуралы Садуакасов и Северо-Казахстанской области Ерик Султанов устроили для себя театральное представление с приглашением труппы артистов акмолинского казахского музыкально-драматического театра им. Ш.Хусаинова. Действие происходило в сауне в поселке Зеренда Акмолинской области. Акимы наслаждались «высоким искусством» завернувшись в махровые халаты. Представление было костюмированным. Театральной труппе, состоящей из 15-ти человек, за работу никто не заплатил.
8 сентября 2015 года брат одной из артисток, узнав о произошедшем, возмутившись, сообщил о настоящем факте информационным агентствам Казахстана.

## Зарплата
В августе 2016 года всем акиматам были разосланы запросы с просьбой обнародовать оклады первых руководителей. Аким Акмолинской области Сергей Кулагин указал только название закона, согласно которому получают зарплату работники госорганов

## Награды
- Орден Отан (2009)[8]
- Орден «Барыс» II степени (2004)
- Орден «Барыс» III степени (1999)
- Орден Дружбы (12 декабря 2004 года, Россия) — за большой вклад в укрепление дружбы и сотрудничества между Российской Федерацией и Республикой Казахстан[9]
- Медаль «За трудовое отличие» (1978)
- Медаль «За освоение целинных и залежных земель» (1984)
- Медаль Астана (1998)
- Юбилейная Медаль «10 лет независимости Республики Казахстан» (2001)
- Юбилейная Медаль «50 лет Целине» (2004)
- Юбилейная медаль «10 лет Астане» (2008)
- Юбилейная медаль «20 лет независимости Республики Казахстан» (2011)[10]
- Юбилейная медаль «20 лет Конституции Республики Казахстан» (2015)[11]
- Почётная грамота Кабинета Министров Украины (4 февраля 2004 года, Украина) — за весомый вклад в укрепление сотрудничества в отрасли сельского хозяйства, содействие в поставке продовольственного зерна в Украине и по случаю 50-летия с начала освоения целинных и залежных земель[12]
- Медаль «За вклад в развитие космонавтики» (Российская Федерация) (2004)
- Нагрудный знак «Қазақстан Республикасы денсаулық сақтау ісінің үздігіне» (2002)
- Нагрудный знак «Почётный работник образования Республики Казахстан» (2002)
- Почётный знак Министерства культуры, информации и спорта и Государственного фонда поддержки культуры и искусства в Республике Казахстан «Мәдениет қайраткері» (Деятель культуры) (2003)
- Орден «За заслуги» (2020, Казахстанский митрополичий округ)[13]